# Dorno (Lombardei)

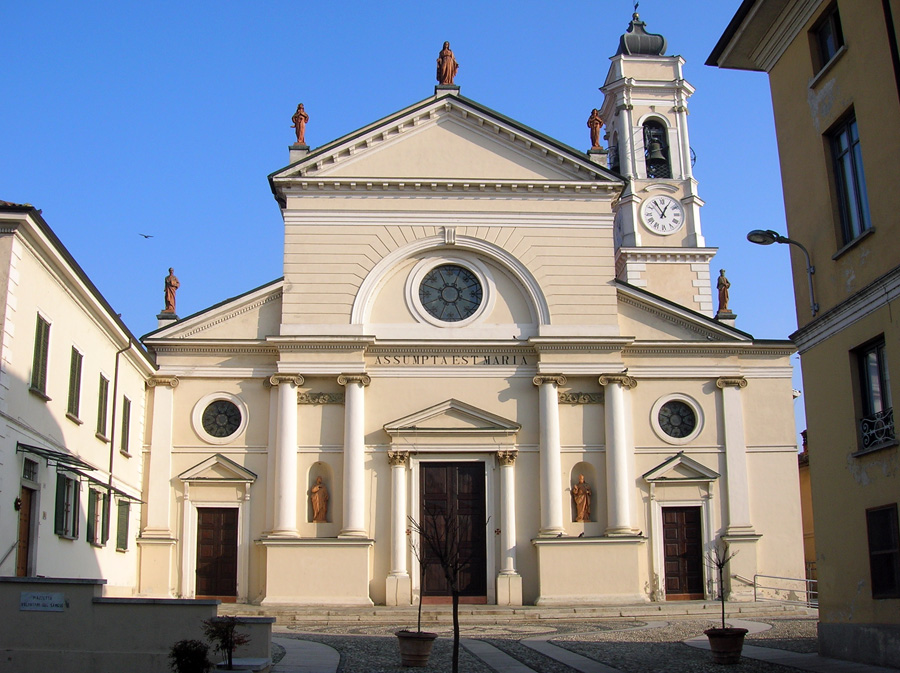
Parochialkirche von Dorno

Dorno ist eine norditalienische Gemeinde (comune) mit 4582 Einwohnern (Stand 31. Dezember 2023) in der Provinz Pavia in der Lombardei. Die Gemeinde liegt etwa 16,5 Kilometer westsüdwestlich von Pavia in der Lomellina am Terdoppio.

## Verkehr
Durch die Gemeinde führt die Autostrada A7 (Italien) von Mailand nach Genua.

## Persönlichkeiten
- Tommaso Tommasina (* 26. November 1855 in Dorno; † nach 1886 in Genf ?), Maler, Bildhauer, tätig in Genf[2]
- Ron (* 13. August 1953 in Dorno), bürgerlich Rosalino Cellamare, Cantautore, der 1979 beim Sanremo-Festival debütierte. Im Lauf seiner Karriere nahm er weitere sieben Mal teil, wobei er den Wettbewerb 1996 gewann. (Quelle: Wikipedia)  Autor u. a. des Liedes „Attenti al lupo“, das er seinem Freund Lucio Dalla zum Vortrag überließ.